# 1745 Ferguson
Az 1745 Ferguson (ideiglenes jelöléssel 1941 SY1) a Naprendszer kisbolygóövében található aszteroida. John E. Willis fedezte fel 1941. szeptember 17-én, Washingtonban.